# General Dynamics Ajax

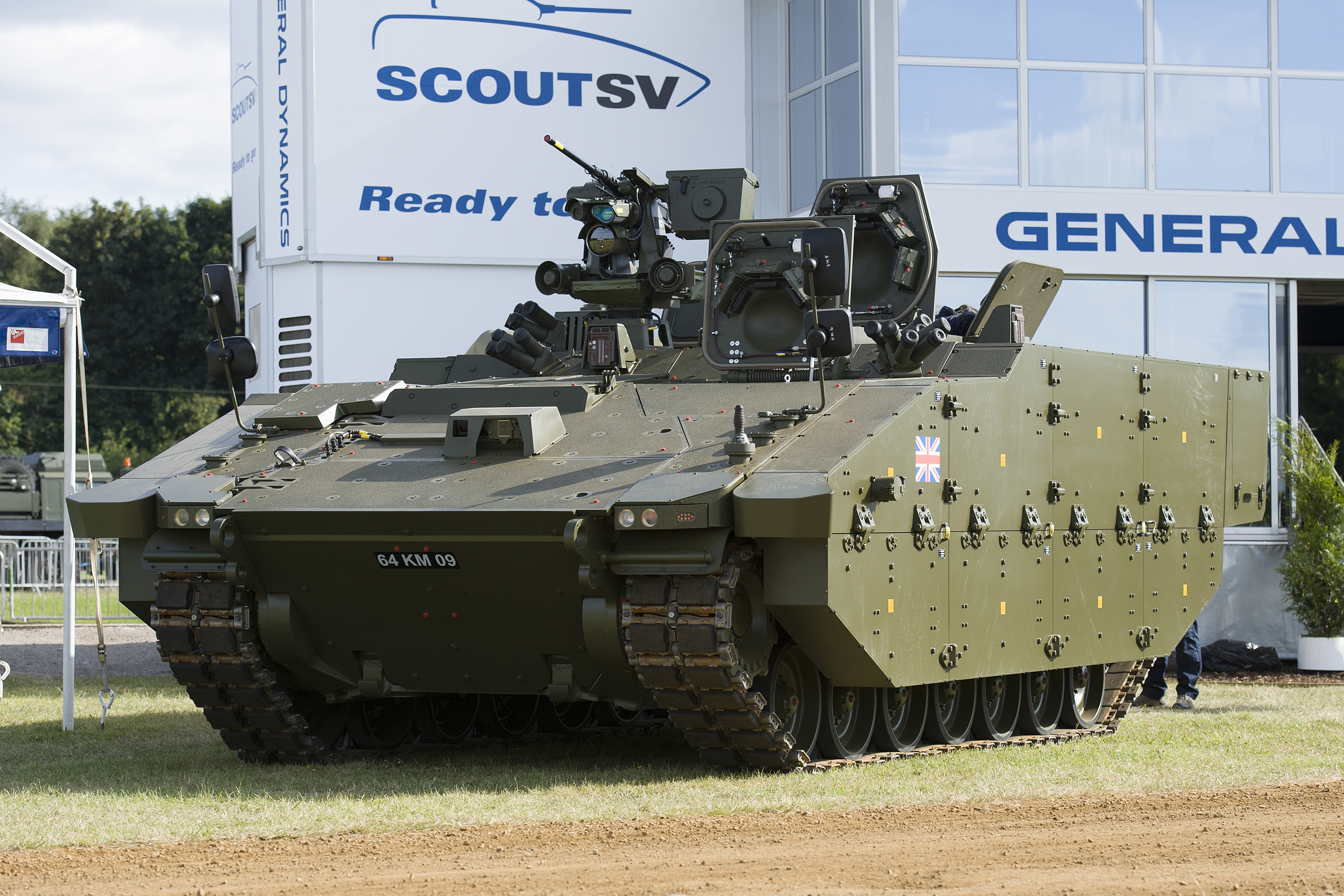
Prototyp wozu w jednej z wersji specjalistycznych

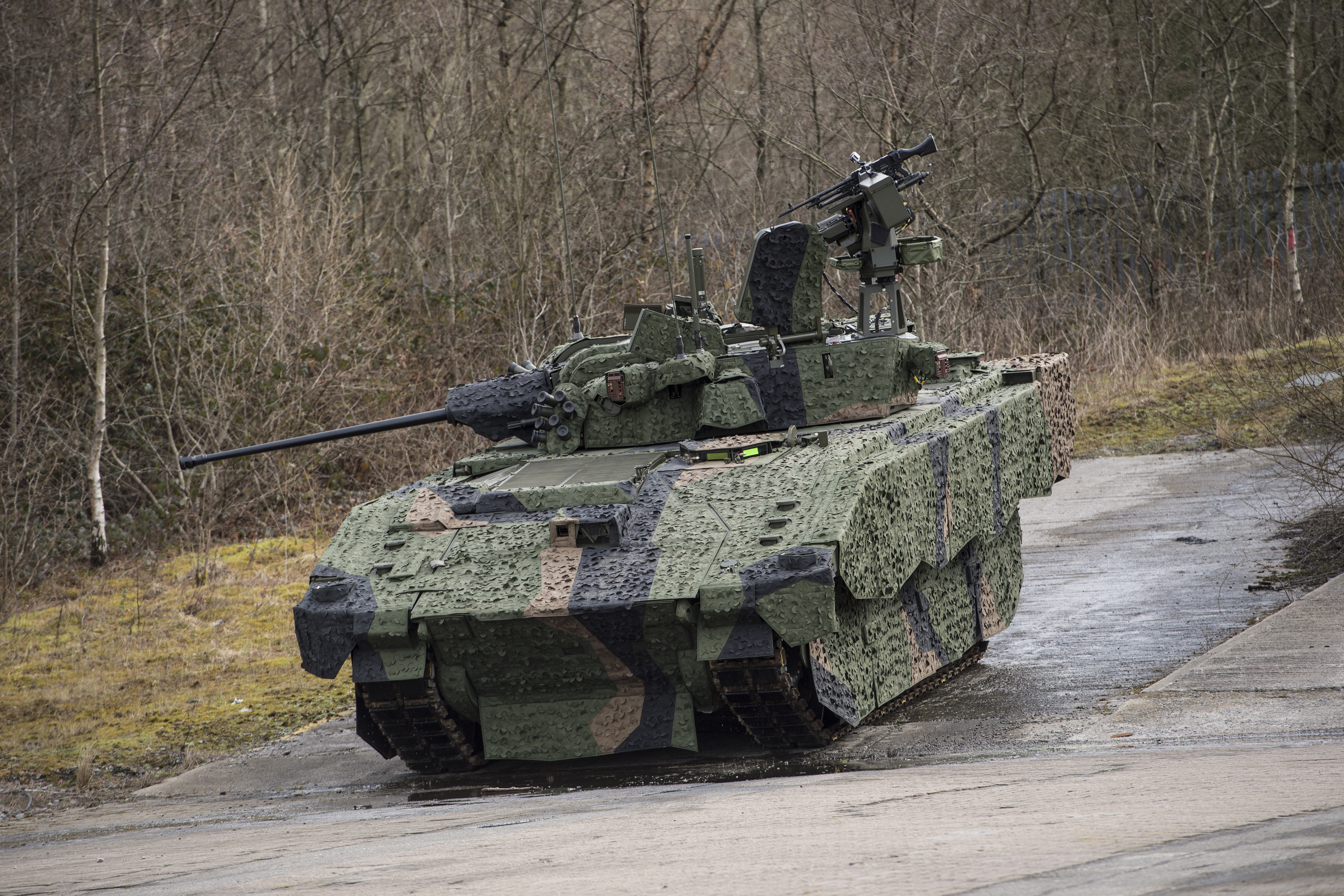
Ajax w czasie testów

General Dynamics Ajax – rodzina brytyjskich wozów bojowych opracowanych w ramach programu Scout SV przez spółkę General Dynamics Land Systems-UK (GDLS-UK), będącą częścią General Dynamics, na potrzeby British Army. Pojazdy stanowią rozwinięcie wozów opracowanych w austriacko-hiszpańskim programie ASCOD. 
Brytyjska armia ma otrzymać 589 pojazdów w kilku wariantach specjalistycznych, m.in. bojowego wozu piechoty (BWP), bojowego wozu rozpoznawczego (BWR) oraz wozów zabezpieczenia technicznego. Ajaxy mają zastąpić pojazdy z rodziny CVR(T).

## Historia
Projekt Ajax, wywodzi się z austriacko-hiszpańskiego programu ASCOD, którego celem było opracowanie następców M113 i 4K 4FA. W 2010 roku rząd brytyjski podpisał kontrakt z GDLS-UK na prace badawczo-rozwojowe mające na celu opracowanie następców wozów rodziny CVR(T). Podjęto decyzję aby nowe wozy oprzeć konstrukcyjnie na projekcie ASCOD. W 2014 zawarto kontrakt na dostarczenie 589 pojazdów do rodzimych sił zbrojnych w kilku wariantach. Program nazwano początkowo Scout SV, jednak od 2015 roku nazwę zmieniono na Ajax. 
Zgodnie z planami z 2014 roku, pojazdy miały trafić do brytyjskich wojsk lądowych w latach 2017–2024, zaś całkowite przezbrojenie pierwszej jednostki miało nastąpić pod koniec 2020 roku. Pojazdy powstać miały w dwóch zasadniczych odmianach – z wieżą wyposażoną w działo kalibru 40 mm i wariancie bezwieżowym. Spośród 244 wozów Scout/Ajax w odmianie z wieżą 198 egzemplarzy – będzie zbudowana w wersji rozpoznawczo-uderzeniowej. Pojazdy bezwieżowe będą głównie wozami dowodzenia (112 sztuk), wozami zabezpieczenia technicznego (88 sztuk) i transporterami opancerzonymi (59 sztuk). 
W 2016 roku przeprowadzono pierwsze próbne strzelania z systemów wieżowych z armatami kal. 40 mm. W 2019 roku program odnotował opóźnienia. W marcu 2019 roku poinformowano o tym, że pierwsze egzemplarze wszystkich odmian Ajaxa trafią do służby w połowie 2019 roku, jednak ostatecznie w styczniu 2020 roku poinformowano, że producent nie zdołał dostarczyć pojazdów do końca 2019 roku dla pierwszej, przeznaczonej do przezbrojenia jednostki. W 2019 roku dostarczono tylko 7 pojazdów w podstawowym wariancie transportera opancerzonego Ares do ośrodka szkolnego British Armour Center w Bovingdon. Planowano, by pierwsza jednostka osiągnęła wstępną gotowość bojową w 2021 roku.   
W 2021 roku brytyjskie ministerstwo obrony oficjalnie potwierdziło liczne problemy z wozami Ajax, o których nieoficjalnie informowano od 2019 roku. Stwierdzono, że ich eksploatacja zagraża załogom. Z powodu problemów technicznych wprowadzono ograniczenia w ich użytkowaniu. Nie powinny poruszać się nad przeszkodami o wysokości większej niż 20 cm oraz przekraczać prędkości 20 mil na godzinę (ok. 32 km/h). Załoga nie może przebywać w pojeździe dłużej niż przed 90 minut. Problemy spowodowały, że rodzina wozów Ajax nie może uzyskać nawet wstępnej gotowości bojowej.  
Usterki, które pojawiły się w czasie testów dotyczyły m.in. problemów z celnym strzelaniem w ruchu, wynikających z twardości zawieszenia i wibracji. Załogi testujące wozy uskarżały się na obrzęk stawów, nudności oraz problemy ze słuchem. Szacuje się (stan na 2021 rok), że program Ajax spełnia postawione wymagania jedynie w 27%. Szacowano wówczas, że Ajaxy osiągną wstępną gotowość operacyjną dopiero na przełomie lat 2023–2024, zaś pełną gotowość dopiero w 2025 roku.   
5 czerwca 2021 roku ujawniono, że program Ajax został skierowany do ponownej weryfikacji. 1 października 2021 roku poinformowano o utworzenia stanowiska pełnomocnika, odpowiedzialnego za kontynuacje lub zamknięcie projektu jeśli napotkane problemy okażą się być nie do pokonania.   
W marcu 2022 roku poinformowano, że z powodu problemów nieznany jest obecnie termin dostaw zamówionych pojazdów.

## Konstrukcja
Ogólna konstrukcja wozów z rodziny Ajax oparta jest na pojeździe ASCOD. Napęd stanowi silnik MTU Friedrichshafen o mocy 800 KM. Zawieszenie oparto na wałkach skrętnych. Prędkość maksymalna wynosi 70 km/h. Ajax pokonuje wzniesienia o nachyleniu do 60%, przeszkody pionowe o wysokości 0,75 m i okopy o szerokości do 2,5 m. Zasięg wynosi 500 km. Załoga składa się z trzech osób. Przedział desantowy pozwala na przewóz 4 żołnierzy w pełnym oporządzeniu. 
W wersji Ajax, pojazdy wyposażone są w wieżyczkę Lockheed Martin UK Scout z działem CT40 kal. 40 mm wraz z współosiowo zamontowanym karabinem 7,62 mm L94A1 oraz niezależnie sterowany karabin maszynowy FN MAG kal. 7,62 mm na zdalnie sterowanym module uzbrojenia. Na burtach pojazdu umieszczone są 4 wyrzutnie granatów dymnych produkcji firmy Thales. Pozostałe wozy wyposażone są w zdalnie sterowany moduł uzbrojenia Protector. Moduł wyposażony jest w 7,62-mm uniwersalny karabin maszynowy L94A1, 12,7-mm ciężki karabin maszynowy oraz 40-mm granatnik automatyczny.

### Wersje
Wersje produkcyjne pojazdów z rodziny Ajax:
- Ajax – wersja uzbrojona w wieżę produkcji Lockheed Martin z armatą kal. 40 mm. Pełni rolę bojowego wozu rozpoznawczego. Powstać ma łącznie 245 egzemplarzy – w tym 198 w wersji rozpoznawczo-bojowej i 47 w wersji wozu naprowadzania i kierowania ogniem.
- Athena – wóz dowodzenia, powstać ma 112 maszyn.
- Ares – wóz nadzoru rozpoznania i bojowy wóz piechoty, powstać mają 93 pojazdy.
- Argus – wóz rozpoznania technicznego, powstać ma 51 pojazdów.
- Apollo – wóz pomocy technicznej, powstać ma 50 egzemplarzy.
- Atlas – wóz zabezpieczenia technicznego, powstać ma 38 maszyn.

## Eksploatacja
Do marca 2022 roku dostarczono 324 korpusy, które zgodnie z zapisami umowy miały powstać na terenie Hiszpanii, z czego zmontowano 143 pojazdy. Pierwsze 7 pojazdów z rodziny Ajax w ariancie Ares dostarczono do armii w 2020 roku. Do marca 2022 roku odebrano łącznie 26 pojazdów z rodziny Ajax.